# Paratriarius batesi
Paratriarius batesi es una especie de insecto coleóptero de la familia Chrysomelidae.
Fue descrita científicamente en 1859 por Baly.